# ابو صیر
ابوصیر (به مصری: پر وسجر pr wsjr، به معنای خانه یا معبد ازیریس) منطقه‌ای باستانی در حومه قاهره کنونی است که برای گورستان باستانی خود، که به جا مانده از پادشاهی کهن می‌باشد، مشهور است.

## گورستان
گورستان ابو صیر در دودمان پنجم اصلی‌ترین مکان به خاکسپاری اجساد شاهان و بزرگان کشور بود. در کل ۱۴ هرم در ابو صیر وجود دارند. کیفیت این هرم‌ها نسبت به آنچه در دودمان چهارم ساخته می‌شده کاهش نشان می‌دهد که این خود می‌توانسته به دلیل کم شدن قدرت فرعون یا افت در اقتصاد بوده باشد. این هرم‌ها کوچکتر از هرم‌های پیش از خود هستند و برای ساختشان از سنگ‌های محلی با کیفیت پایین بهره گرفته شده.
همه هرم‌های اصلی ابو صیر به صورت پلکانی ساخته شده‌اند. با این حال گمان می‌رود که هرم نفریرکارع کاکای - که بزرگترین هرم در منطقه است - در ابتدا به صورت پلکانی طرح‌ریزی و ساخته شده بوده ولی پس از گذشتن مدت زمانی از آغاز ساخت با پر کردن پلکان‌ها، به شکل هرم کامل در آمده.

### هرم‌های اصلی
سه هرم اصلی در منطقه وجود دارند:
- هرم نفریرکارع کاکای، که بلندترین هرم مجموعه است
- هرم نیوسررع، که بهتر از همه سالم مانده
- هرم ساحورع
- هرم نفرفرع
- هرم خنت‌کااوس دوم: شهبانو خنت‌کااوس دوم همسر نفریرکارع کاکای و مادر نفرفرع و نیوسررع بود.
- هرم بیست و چهارم لپسیوس: این هرم متعلق به یک زن، احتمالاً یک شهبانو، بوده. نام وزیر نیوسررع، پتاه‌شپسس، در سنگ‌نبشته سازندگان بنا دیده می‌شود. از این رو سازه در دوران نیوسررع ساخته شده.
- هرم بیست و پنجم لپسیوس: به احتمال زیاد هرم شهبانویی از دودمان پنجم

### هرم‌های کوچکتر
- هرم ناتمام نفرفرع
- هرم نیمه ساخته شپ‌سسکاف